# Лю Чжэнчжун, Пётр
Пётр Лю Чжэнчжун (12.04.1951 г., Китай) — католический прелат, епископ Цзяи с 1 июля 1994 года по 5 июля 2004 год, епископ Гаосюна с 5 января 2005 года по 21 ноября 2009 год, персональный архиепископ Гаосюна.

## Биография
13 апреля 1980 года Пётр Лю Чжэнчжун был рукоположён в священника.
1 апреля 1994 года Римский папа Иоанн Павел II назначил Петра Лю Чжэнчжуна епископом Цзяи. 28 сентября 1994 года состоялось рукоположение Петра Лю Чжэнчжуна в епископа, которое совершил кардинал Йозеф Томко в сослужении с архиепископом Тайбэя Иосифом Ди Ганом и епископом Гаосяна Павлом Шань Госи.
5 июля 2004 года Пётр Лю Чжэнчжун был назначен вспомогательным епископом епархии Гаосюна. 5 января 2006 года Римский папа Бенедикт XVI назначил Петра Лю Чжэнчжуна епископом Гаосюна.
21 ноября 2009 года Петр Лю Чжунчжэн вышел в отставку с титулом персонального архиепископа Гаосюна.
С 2009 года он является председателем Католический университет Фужэнь.